# Амали (криптид)
Амали (енгл. Amali) је криптид који наводно живи у мочварама Габона.

## Етимологија назива
Име овог криптида долази из Банту језика и значи "невјероватна животиња".

## Опис амалија

### У креационизму
Према ријечима креациониста амали је један од доказа да су људи живјели заједно са диносаурусима. Они га описују као биће налик на диносауруса из групе Сауропода. Ово биће има стопала са три канџе која остављају отиске величине таве.

## Хронологија сусрета са овим бићем и виђења
- Наводно (према ријечима креациониста) у раним 1880-им годинама британски трговац са слоновачом Алфред Алојсијус Смит је пронашао пећину у којој су припадници локални племена у давној прошлости насликали на зиду пећине амалија и остале животиње са овог подручја. Трејдедер је дио слике са приказом овог бића одвојио од остатка зида пећине и послао као поклон тадашњем предсједнику САД Јулисијузу Симпсону Гранту.